# اچکلو
اچکلو (به لاتین: Achkhlu) در ارمنستان است که در استان سیونیک واقع شده‌است.  در  کیلومتری جنوب کاپان، مرکز استان سیونیک واقع شده است.